# Sky Love
Sky Love è un singolo della cantante britannica Foxes, pubblicato il 3 novembre 2021 come terzo estratto dal terzo album in studio The Kick.

## Descrizione
Penultima traccia del disco, la cantante ha spiegato che il brano tratta il «desiderare quel tipo di amore che sembra inimmaginabile, che ti fa impazzire e ti consuma integralmente. Un amore che sembra ultraterreno e come niente che tu abbia mai provato prima». Il testo è stato scritto da Foxes stessa insieme a Jonny Harris e Jon Green ed è stato composto in chiave di Do minore con 115 battiti per minuto.

## Tracce
Download digitale
1. Sky Love – 3:24

Download digitale – versione acustica
1. Sky Love (Acoustic) – 4:11

Download digitale – remix
1. Sky Love (Tobtok Remix) – 2:58